# Mount Glowa
Mount Glowa ist ein 960 m hoher und markanter Berg im westantarktischen Ellsworthland. In den Behrendt Mountains ragt er 13 km westlich des Mount Hirman auf.
Entdeckt und aus der Luft fotografiert wurde er bei der US-amerikanischen Ronne Antarctic Research Expedition (1947–1948). Der Expeditionsleiter Finn Ronne benannte ihn nach Colonel Latimer William Glowa (1908–2010), der im Stab von General Curtis E. LeMay an der Unterstützung und Organisation der Forschungsreise beteiligt war.